# Judy Heumann
Judith Ellen Heumann, detta Judy (Filadelfia, 18 dicembre 1947 – Washington, 4 marzo 2023), è stata un'attivista statunitense per i diritti dei disabili, nota internazionalmente come "la Madre del Movimento per i diritti dei disabili". Ha lavorato con i governi, organizzazioni non governative (ONG) e vari gruppi interessati alla disabilità realizzando contributi significativi dagli anni '70 per lo sviluppo della legislazione sui diritti umani e delle politiche di beneficio per i ragazzi e gli adulti disabili. Attraverso il suo lavoro alla Banca Mondiale e al Dipartimento di Stato degli Stati Uniti, Heumann è stata una guida per lo sviluppo internazionale dei diritti dei disabili. I suoi contributi si sono estesi anche ad altri movimenti indipendenti a livello mondiale.

## Biografia
Heumann è nata a Filadelfia, da Werner e Ilse Heumann, immigrati ebrei tedeschi. Heumann era la maggiore di tre figli ed è cresciuta a Brooklyn, New York. Sua madre arrivò negli Stati Uniti dalla Germania nel 1935 mentre suo padre arrivò nel 1934. I nonni, i bisnonni e molti altri membri della famiglia di Heumann furono uccisi nell'Olocausto. Suo fratello Joseph Heumann è un professore di cinema e autore.
Heumann ha contratto la poliomielite all'età di 18 mesi e ha utilizzato una sedia a rotelle per gran parte della sua vita. Ha rifiutato i cliché sulla disabilità come un'esperienza tragica, dicendo: "La disabilità diventa una tragedia per me solo quando la società non riesce a fornire le cose di cui abbiamo bisogno per condurre le nostre vite - opportunità di lavoro o edifici senza barriere, per esempio. Non è una tragedia per me vivere su una sedia a rotelle".
Heumann e i suoi genitori hanno dovuto lottare ripetutamente per farla includere nel sistema educativo. La scuola pubblica locale ha rifiutato di permetterle di frequentare, definendola a rischio in caso di incendio a causa della sua incapacità di camminare. Invece, per tre anni ha ricevuto istruzione a domicilio due volte alla settimana, per circa un'ora a visita. La madre di Heumann, Ilsa Heumann, un'attivista della comunità a pieno titolo, ha contestato la decisione. Heumann è stata quindi autorizzata a frequentare una scuola speciale di quarta elementare per bambini disabili. Secondo la politica della città, Heumann doveva tornare all'istruzione domestica per il liceo. La madre di Heumann si è mobilitata contro questa politica con altri genitori che hanno esercitato pressioni sufficienti sulla scuola per invertire la politica. Heumann è entrata al liceo nel 1961.
Ha frequentato Camp Jened dedicato per bambini con disabilità, a Hunter (New York), ogni estate dai 9 ai 18 anni. L'esperienza del campo le ha portato una maggiore consapevolezza dell'esperienza condivisa dei disabili, dicendo in seguito: "Abbiamo avuto la stessa gioia insieme, la stessa rabbia per il modo in cui siamo stati trattati e le stesse frustrazioni per le opportunità che non abbiamo avuto".  A Camp Jened, Heumann incontrò Bobbi Linn e Freida Tankus, con cui avrebbe poi lavorato come attiviste per i diritti dei disabili.  Il documentario candidato all'Oscar 2020 Crip Camp presenta i campeggiatori di Camp Jened, tra cui Heumann.
Si è laureata alla Long Island University nel 1969. Ha anche conseguito un Master in sanità pubblica presso l'Università di Berkeley nel 1975. Ha iniziato a compiere passi importanti verso i diritti delle persone con disabilità mentre frequentava l'università Long Island. Ha organizzato manifestazioni e proteste con altri studenti con e senza disabilità, chiedendo l'accesso alle aule tramite rampe e il diritto di vivere in un dormitorio. Heumann ha studiato logopedia.
È morta a Washington nel marzo 2023.